# Ґіяку
Ґіяку (перс. گياكو) — село в Ірані, у дегестані Касма, в Центральному бахші, шагрестані Совмее-Сара остану Ґілян. За даними перепису 2006 року, його населення становило 105 осіб, що проживали у складі 30 сімей.